# Carex silvestrii
Carex silvestrii är en halvgräsart som beskrevs av Renato Pampanini. Carex silvestrii ingår i släktet starrar, och familjen halvgräs. Inga underarter finns listade i Catalogue of Life.